# Ngô Xuân Lịch
Ngô Xuân Lịch (20/4/1954) là một sĩ quan cấp cao trong Quân đội nhân dân Việt Nam, hàm Đại tướng và chính trị gia người Việt Nam. Ông từng là đại biểu Quốc hội Việt Nam khóa XIV thuộc Đoàn đại biểu Quốc hội tỉnh Hà Nam. Ông từng là Bộ trưởng Bộ Quốc phòng Việt Nam, Ủy viên Hội đồng Quốc phòng và An ninh Việt Nam. Trong Đảng Cộng sản Việt Nam, ông từng là Ủy viên Bộ Chính Trị Khóa XII, Phó Bí thư Quân ủy Trung ương.

## Thân thế
Ông sinh ngày 20 tháng 4 năm 1954, quê tại phố Lương Xá, phường Yên Bắc, thị xã Duy Tiên, tỉnh Hà Nam.

## Gia đình
Cả gia đình chỉ có ông theo con đường binh nghiệp. Bố ông làm công tác chính quyền tại thị xã Duy Tiên, có 5 lần sinh nở nhưng chỉ có anh trai thứ 2 (Ngô Văn Vĩnh - ông có con trai là Ngô Quốc Bảo, sinh năm 1982, hiện là Chính ủy Bộ CHQS tỉnh Hà Nam; em thứ là Ngô Mạnh Linh, hiện là chủ tịch TCT XNK Vạn Xuân) và ông thứ 4 (Ngô Xuân Lịch) là nuôi được. Còn anh cả, anh ba và em út đều mất sớm.
Giáo dục:
- Cử nhân khoa học xã hội và nhân văn.[1]
- Cử nhân xây dựng Đảng.
- Cao cấp lí luận chính trị.

## Binh nghiệp
Ông nhập ngũ vào giai đoạn cuối Chiến tranh Việt Nam và được biên chế vào Sư đoàn 308, Quân đội nhân dân Việt Nam (còn gọi là Đoàn Quân Tiên Phong) Quân đoàn 1. Sau đó, ông cùng đơn vị tham chiến trong chiến dịch Hồ Chí Minh sau đó là Chiến tranh biên giới Tây Nam, đi lên từ chiến sĩ lên chức vụ Chính trị viên Tiểu đoàn.
Tháng 1/1972 – 7/1973: Chiến sĩ, Tiểu đội phó, Tiểu đoàn 14 Sư đoàn 308.
Tháng 8/1973 – 10/1974: Tiểu đội trưởng, Tiểu đoàn 14, Trung đoàn 55, Sư đoàn 341, Quân khu 4.
Tháng 11/1974 – 10/1978: Trung đội trưởng, Chính trị viên phó, Chính trị viên Đại đội, Đảng ủy viên Đảng ủy Tiểu đoàn 14, Trung đoàn 55, Sư đoàn 341, Quân khu 4.
Tháng 11/1978 – 3/1981: Trợ lý Tổ chức, Phòng Chính trị, Sư đoàn 341, Quân khu 4.
Tháng 4/1981 – 8/1982: Thượng úy, Học viên Trung cấp Trường Quân chính, Quân khu 4. Học viên Trường Văn hoá Quân đội.
Tháng 9/1982 – 7/1985: Học viên Học viện Chính trị - Quân sự.
Tháng 8/1985 – 7/1987: Phó Chủ nhiệm Chính trị, Phó Chính ủy, Bí thư Đảng ủy Trung đoàn, Trung đoàn 667, Trung đoàn 779, Sư đoàn 346, Quân đoàn 26, Quân khu 1. Đảng ủy viên Đảng ủy Quân sự tỉnh Cao Bằng.
Tháng 8/1987 – 01/1988: Bí thư Đảng ủy Trung đoàn, Chính ủy Trung đoàn 462, Sư đoàn 392, Quân khu 1.
Tháng 2/1988 – 8/1994: Trợ lý Cục Tổ chức, Tổng cục Chính trị. Học viên Học viện Quốc phòng Việt Nam.
Tháng 9/1994 – 10/2000: Phó phòng, Trưởng phòng Công tác Chính trị rồi Cục phó Cục Tổ chức, Tổng cục Chính trị. Học viên hoàn thiện cử nhân tại Học viện Chính trị - Quân sự (1995 – 1996).
Tháng 11/2000 – 4/2003: Phó Bí thư Đảng ủy, Cục trưởng Cục Chính sách, Tổng cục Chính trị.
Tháng 5/2003 – 11/2004: Ủy viên Thường vụ Đảng ủy, Chủ nhiệm Chính trị Quân khu 3.
Tháng 12/2004 – 3/2006: Bí thư Đảng ủy, Phó Tư lệnh về Chính trị Quân khu 3.
Tháng 4/2006 – 11/2007: Ủy viên Đảng ủy Quân sự Trung ương, Bí thư Đảng ủy, Chính ủy Quân khu 3. Học lớp nghiên cứu cán bộ cao cấp tại Học viện Chính trị Quốc gia Hồ Chí Minh (2006).
Tháng 12/2007 – 01/2011: Phó Chủ nhiệm Tổng cục Chính trị.
Tháng 1/2011 – 02/2011: Phó Chủ nhiệm Tổng cục Chính trị. Ủy viên Thường vụ Quân ủy Trung ương.
Tháng 2/2011 – 4/2016: Ủy viên Thường vụ Quân ủy Trung ương. Chủ nhiệm Tổng cục Chính trị.
Ngày 9 tháng 4 năm 2016: Tại kỳ họp thứ 11, Quốc hội khóa XIII, được Quốc hội phê chuẩn, Chủ tịch nước bổ nhiệm giữ chức Bộ trưởng Bộ Quốc phòng.
Ngày 28/7/2016: Tại kỳ họp thứ nhất, Quốc hội khóa XIV, được Quốc hội phê chuẩn, Chủ tịch nước bổ nhiệm giữ chức Bộ trưởng Bộ Quốc phòng.
Ngày 07 tháng 4 năm 2021, Tại kỳ họp thứ 11, Quốc hội khóa XIV, được Quốc hội phê chuẩn, Chủ tịch nước miễn nhiệm chức danh Bộ trưởng Bộ Quốc phòng nhiệm kỳ (2016 – 2021) theo đề nghị của Thủ tướng Phạm Minh Chính.

## Sự nghiệp chính trị

### Hoạt động trong Đảng Cộng sản Việt Nam
- Ngày vào Đảng: 4 tháng 8 năm 1973. Ngày chính thức: 4 tháng 8 năm 1974.
- Ủy viên Trung ương Đảng khoá X, XI, XII.
- Bí thư Trung ương Đảng khóa XI.
- Ủy viên Bộ Chính trị khóa XII.

### Đại biểu Quốc hội Việt Nam nhiệm kì 2011-2016
Năm 2011, ông trúng cử đại biểu Quốc hội Việt Nam khóa XIII nhiệm kì 2011-2016 ở đơn vị bầu cử số 2 tỉnh Bình Phước, gồm Thị xã Đồng Xoài, thị xã Phước Long, huyện Bù Gia Mập, huyện Bù Đốp và huyện Bù Đăng đạt tỷ lệ 79,21% số phiếu hợp lệ.

### Đại biểu Quốc hội Việt Nam nhiệm kì 2016-2021
Ngày 22 tháng 5 năm 2016, ông trúng cử đại biểu Quốc hội Việt Nam khóa XIV nhiệm kì 2016-2021 ở đơn vị bầu cử số 2 ở tỉnh Hà Nam, gồm các huyện: Kim Bảng, Duy Tiên và Lý Nhân, được 311.918 phiếu, đạt tỷ lệ 95,87% số phiếu hợp lệ.

## Khen thưởng

### Huân chương, huy chương Việt Nam
- Huân chương Hồ Chí Minh (2025)
- Huân chương Quân công hạng Nhất.
- Huân chương Quân công hạng Ba.
- Huân chương Chiến công hạng Nhất.
- Huân chương Chiến công hạng Nhì.
- Huân chương Kháng chiến hạng Nhất.
- Huân chương Chiến sĩ giải phóng hạng Nhì.
- Huân chương Chiến sĩ giải phóng hạng Ba.
- Huy chương Quân kỳ quyết thắng.
- Huân chương Chiến sĩ vẻ vang hạng Nhất, Nhì, Ba.
- Huy hiệu 50 năm tuổi Đảng

### Huân chương, huy chương nước ngoài
- Huân chương Hoàng gia Sahametrei hạng Nhất của Vương quốc Campuchia.[2]
- Huân chương Tự do hạng Nhất của CHDCND Lào.[2]
- Huân chương Hữu nghị của Liên bang Nga.[3]
- Huân chương Playa Girón của Cộng hòa Cuba.[4]

## Lịch sử thụ phong quân hàm
| Năm thụ phong | 1976     | 1979      | 1982   | 1987     | 1991     | 1995      | 1999   | 12.2004     | 11.2007     | 12.2011      | 10.2015   |
| ------------- | -------- | --------- | ------ | -------- | -------- | --------- | ------ | ----------- | ----------- | ------------ | --------- |
| Cấp bậc       | Trung úy | Thượng úy | Đại úy | Thiếu tá | Trung tá | Thượng tá | Đại tá | Thiếu tướng | Trung tướng | Thượng tướng | Đại tướng |

## Phát biểu
- Về việc quân đội làm kinh tế (7-7-2017): "Trong điều kiện mới hiện nay, việc kết hợp kinh tế với quốc phòng, quốc phòng với kinh tế tiếp tục là nhiệm vụ mang tính cấp thiết. Vì vậy, việc quân đội tham gia lao động sản xuất, phát triển kinh tế là một chức năng đã có tính truyền thống và cần phải được thực hiện ngày càng tốt hơn nữa. Điều này đã được ghi trong Cương lĩnh và các chỉ thị, nghị quyết của Đảng, được ghi trong Hiến pháp của nước Cộng hòa xã hội chủ nghĩa Việt Nam. Quân đội ta phải quán triệt rõ và thực hiện ngày càng tốt hơn nhiệm vụ chính trị quan trọng này." [5]
- Ngày 7/7/2017, tại công ty Viettel Bộ trưởng Quốc phòng Việt Nam Ngô Xuân Lịch phát biểu về vấn đề quân đội làm kinh tế. Ông cho rằng nhiệm vụ tham gia sản xuất, xây dựng kinh tế luôn là chức năng nhiệm vụ hết sức quan trọng của quân đội trong quá khứ, hiện tại và tương lai nhưng lại là điểm mà các thế lực thù địch tập trung chống phá. Theo ông "Chúng cho rằng quân đội không làm kinh tế. Nguyên tắc chúng ta là Đảng lãnh đạo tuyệt đối về mọi mặt đối với quân đội, không giao cho tổ chức, cá nhân nào lãnh đạo, điều hành quân đội."[6] Tuy nhiên trước đó Thượng tướng Lê Chiêm, Thứ trưởng Bộ Quốc phòng, tuyên bố: "Hiện nay đã có một chủ trương của bộ quốc phòng là quân đội sẽ không làm kinh tế nữa, mà tập trung cho xây dựng quân đội chính quy hiện đại, để thực hiện nhiệm vụ bảo vệ Đảng, bảo vệ Nhà nước, bảo vệ nhân dân. Tất cả doanh nghiệp quân đội sẽ cổ phần hóa, thoái vốn chuyển ra bên ngoài"[7].